# سعد بن عبد العزيز الراشد
سعد بن عبد العزيز الراشد مؤرخ وعالم آثار سعودي، ولد في صبيا في منطقة جازان عام 1946م (1365هـ). عين رئيساً لأول جمعية مهنية للآثار في السعودية في نوفمبر 2021م، كما تولى العديد من المناصب في جامعة الملك سعود وفي وزارة التعليم. وصدر له العديد من المؤلفات في الآثار في السعودية من بينها كتاب «دراسات في الآثار الإسلامية المبكرة بالمدينة المنورة»، وكتاب «الربذة: صور للحضارة الإسلامية المبكرة في المملكة العربية السعودية». وحصل على جائزة ومنحة الملك سلمان لتاريخ الجزيرة العربية عام 2017م، كما حصل على جائزة الملك فيصل العالمية في الدراسات الإسلامية عام 2025م.

## التعليم
- حاصل على دكتوراه فلسفة (Ph.D)، قسم الدراسات السامية في جامعة ليدز البريطانية عام 1977م.
- حاصل على البكالوريوس في التاريخ في جامعة الملك سعود عام 1969م.[3]

## العمل والمناصب
- عيّن وكيلاً لوزارة المعارف للآثار والمتاحف في 21 يناير عام 2000م.
- كلّف بالعمل وكيلاً مساعداً للآثار والمتاحف في وزارة المعارف في 27 يناير عام 1996م.
- رئيس قسم الآثار والمتاحف في جامعة الملك سعود من 12 إبريل 1994م إلى 27 يناير 1996م.
- رأس قسم علوم المكتبات والمعلومات في جامعة الملك سعود من 26 فبراير عام 1989م إلى 6 أكتوبر 1990م.
- عمل عميداً لشؤون المكتبات في جامعة الملك سعود من 3 مايو 1986م إلى 27 فبراير 1992م.
- عمل وكيلاً لعمادة المكتبات في جامعة الملك سعود من 26 يناير 1986م.
- عمل وكيلاً لكلية الآداب في جامعة الملك سعود من 11 نوفمبر 1979م إلى 18 أكتوبر 1981م.[3]
- عضو مجلس إدارة الجمعية السعودية للمحافظة على التراث في الدورة الثالثة 1440 - 1444هـ.[6]

## إصدارات
| الكتاب                                                                     | سنة النشر | ملاحظات                                                              |
| -------------------------------------------------------------------------- | --------- | -------------------------------------------------------------------- |
| الربذة: صور للحضارة الإسلامية المبكرة في المملكة العربية السعودية          | 1986      | عن مدينة الربذة التاريخية                                            |
| كتابات إسلامية غير منشورة من رواوة المدينة المنورة                         | 1993      | عن آثار موقع رواوة جنوب المدينة المنورة.                             |
| درب زبيدة: طريق الحج من الكوفة إلى مكة المكرمة دراسة تاريخية وحضارية أثرية | 1993      | دراسة تفصيلية موسعة للمعالم الأثرية الإسلامية الباقية على درب زبيدة. |
| قراءة جديدة لنقش شعري من السوارقية بمنطقة الحجاز                           | 1995      |                                                                      |
| كتابات إسلامية من مكة المكرمة                                              | 1995      | [ 10 ]                                                               |
| آثارنا والوعي: دور الدولة.. دور المواطن                                    | 1997      |                                                                      |
| دراسات في الآثار الإسلامية المبكرة بالمدينة المنورة                        | 2000      | [ 1 ]                                                                |
| هويتنا ومغالطات مي يماني                                                   | 2005      | [ 11 ]                                                               |
| الصويدرة "الطرف قديماً": آثارها ونقوشها الإسلامية                           | 2010      | عن آثار موقع الصويدرة شرق المدينة المنورة.                           |

## تكريم
- حصل على جائزة أمين مدني للبحث في تاريخ الجزيرة العربية في دورتها الثامنة عام 1998م.
- كرمته اثنينية عبد المقصود خوجه عام 2006.[13]
- فاز بجائزة ومنحة الملك سلمان لتاريخ الجزيرة العربية عام 2017م.
- منح وسام الملك خالد من الدرجة الثالثة عام 2020م لإسهاماته الكبيرة في تأسيس قطاع التراث الوطني في السعودية.[14]
- حصل على جائزة الملك فيصل العالمية في الدراسات الإسلامية عام 2025م بالاشتراك مع الأستاذ الدكتور سعيد بن فايز السعيد.[15]